# Adalbert Boeck
Adalbert Boeck (* 5. Dezember 1889 in Wielkalonko, Provinz Westpreußen; † nach 1941) war ein deutscher Lehrer, Nationalsozialist und von 1933 bis 1939 Senator für Kultur der Freien Stadt Danzig.

## Leben
Boeck war der Sohn eines Landwirts. Nach dem Besuch einer Landschule und einer Privatschule war er an der Königlich evangelischen Präparandenanstalt. Nachdem er das Lehrerseminar in Thorn absolviert hatte, war er ab 1911 im Volksschuldienst in Danzig und Umgebung tätig.  Zwischenzeitlich leistete er 1911/12 seinen Militärdienst in Thorn ab. Nach dem Abschluss seiner Ausbildung zum Volksschullehrer bestand er auch die Prüfung zum Mittelschullehrer. Am Ersten Weltkrieg nahm er ab 1914 als Kriegsfreiwilliger teil, zuletzt im Rang eines Leutnants.  Er wurde mit dem Eisernen Kreuz I. und II. Klasse ausgezeichnet. Von der Front war er als Kriegsinvalide zurückgekommen (sein linker Arm war gelähmt). Anschließend kehrte er in den Schuldienst der Stadt Danzig zurück.
Der Volks- und Mittelschullehrer war von 1923 bis 1926 Mitglied der völkisch-antisemitischen Deutschsozialen Partei und ab 1924 im Deutschvölkischen Lehrerbund tätig. Er trat 1930 der Sturmabteilung bei, in der er 1936 den Rang eines SA-Standartenführers erreichte. Ab 1930 war er Gauamtsleiter des Amtes für Erziehung und wurde Gauführer des Danziger NS-Lehrerbundes. In der Reichsschulungsburg Jenkau (Conradinum) wirkte er als Gastlehrer. Der NSDAP trat er zum 1. Februar 1931 bei (Mitgliedsnummer 465.639). Beim Volksbund für das Deutschtum im Ausland übernahm er leitende Stellungen, so leitete er den Landesverband Danzig dieser Organisation. Zudem war er Bundesführer des Bundes Vereinigter Frontkämpfer.
Vom 20. Juni 1933 bis zum 1. September 1939 war Boeck Senator für Volksbildung, Wissenschaft, Kunst und Kirchenwesen der Freien Stadt Danzig, zunächst im Senat Rauschning und anschließend im Senat Greiser.
Nach dem Überfall auf Polen war Boeck in der Behörde des Chefs der Zivilverwaltung für Danzig-Westpreußen Albert Forster für den Bereich Schul- und Kirchenfragen zuständig. Seine Ernennung zum Regierungsdirektor bei der Behörde des Reichsstatthalters Danzig folgte 1941.